# Château de Belombre
Le château de Belombre est un château situé à Escolives-Sainte-Camille, en France.

## Localisation
Le château est situé dans le département français de l'Yonne, sur la commune d'Escolives-Sainte-Camille.

## Historique
Le fief de Belombre dépend de la seigneurie d'Escolives. Au début du XVIe siècle, c'est un manoir détenu par une influente famille auxerroise, les David. À la mort de Blanchet David, lieutenant général d'Auxerre, le fief passe à sa fille, Marie David, qui l'apporte à Jacques de la Ferté-Meung. Leur fille, Madeleine de la Ferté-Meung, le fait passer dans la famille de la Bussière. En 1638, à la suite du mariage Catherine de la Bussière, Belombre entre en possession des Girard d'Azy.
Vers 1656, le manoir de Belombre est vendu à François de Chastellux, qui le cède à son tour en 1670 à Robert Chaponnel, receveur général des finances de Provence. Ce dernier décède sans laisser d'héritier le 28 octobre 1678, alors qu'il entreprend d'importants travaux. C'est sa veuve qui poursuit l'œuvre de son mari et bâtit un nouveau château sur le terre-plein entouré de douves, à l'emplacement du manoir médiéval. Anne Robineau meurt en 1687 et transmet le château à Pierre Robineau.
C'est Louis Gayot qui réunit les deux parts de la seigneurie d'Escolives en acquérant Belombre en 1709. Il ne conserve cependant pas longtemps la seigneurie, puisqu'il la revend en 1726 à Joseph le Muet, procureur du roi au bailliage d'Auxerre. C'est dans la chapelle du château qu'est célébré en 1761 le mariage d'Anne Françoise Elisabeth Lemuet de Belombre et de son cousin, Nicolas Jacques Camusat, futur député du tiers-état de Troyes aux états généraux. 
Finalement, Belombre devient la propriété de la famille Baudenet d'Annoux à la suite du mariage de Rosalie le Muet de Belombre avec Jean Baudenet d'Annoux en 1804. Le château de Chaponnel est démoli au milieu du XIXe siècle par Louis-Hugues Baudenet d'Annoux, qui craint les crues de l'Yonne. Il fait construire le château actuel sur de vastes sous-sols vers 1870.
L'édifice est inscrit au titre des monuments historiques en 1977 et 1993. Il est toujours dans la famille Baudenet d'Annoux.